# Rolsberga

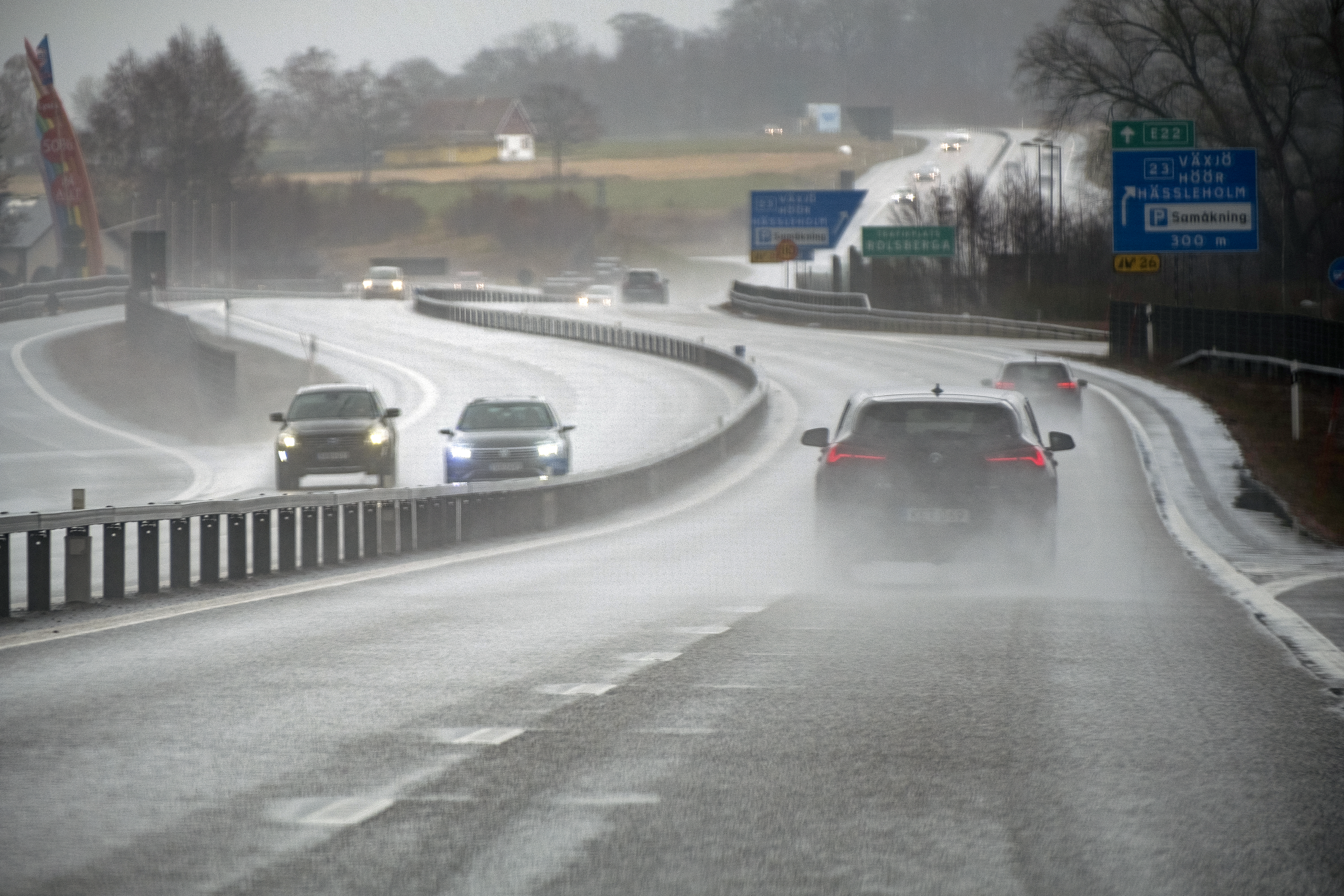
Väg E22 i Skåne vid Rolsberga i regnväder (11 april 2021)

Rolsberga är en by i Gudmuntorps socken, Höörs kommun.
Byn domineras av jordbruk och handel, men även arbetspendling förekommer. Orten är också känd som trafikplats där Riksväg 23 och E22 möts.